# Нолаламби
Нолаламби — озеро на территории Лендерского сельского поселения Муезерского района Республики Карелия.

## Общие сведения
Площадь озера — 1,6 км², площадь бассейна — 26,5 км². Располагается на высоте 210,6 метров над уровнем моря.
Форма озера округлая. Берега большей частью заболоченные.
В озеро втекают три безымянных ручья, вытекающие из болот: с северо-западной, северо-восточной и юго-восточной сторон.
С западной стороны озера вытекает река Нола, втекающая в Аймоозеро.
Населённые пункты возле озера отсутствуют.
Код водного объекта в государственном водном реестре — 01050000111102000010847.